# Bosiljevo
 Ovo je glavno značenje pojma Bosiljevo. Za gradsko naselje Čazme pogledajte Bosiljevo (Čazma).
Bosiljevo je općina u Hrvatskoj, u Karlovačkoj županiji.

## Zemljopis
Bosiljevo se nalazi u Međuriječju rijeka Dobre i Kupe, na ulazu u gorsku Hrvatsku. Sam položaj Bosiljevo je smjestio na strateški važno prometno križanje autocesta koje vode iz Panonske nizine prema Jadranu.

## Stanovništvo
Po popisu stanovništva iz 2001. godine, općina Bosiljevo imala je 1486 stanovnika, raspoređenih u 43 naselja:
- Beč – 6
- Bitorajci – 11
- Bosanci – 44
- Bosiljevo – 67
- Dani – 9
- Dugače – 22
- Fratrovci – 47
- Fučkovac – 19
- Glavica – 27
- Grabrk – 126
- Hrsina – 51
- Jančani – 36
- Johi – 28
- Kasuni – 54
- Korenić Brdo – 2
- Kraljevo Selo – 4
- Krč Bosiljevski – 28
- Laslavići – 4
- Lipovšćaki – 27
- Lisičina Gorica – 8
- Malik – 35
- Mateše – 76
- Milani – 19
- Novo Selo Bosiljevsko – 36
- Orišje – 59
- Otok na Dobri – 67
- Podrebar – 24
- Podumol – 36
- Potok Bosiljevski – 6
- Pribanjci – 117
- Rendulići – 17
- Resnik Bosiljevski – 17
- Sela Bosiljevska – 75
- Skoblić Brdo – 8
- Soline – 44
- Spahići – 36
- Strgari – 26
- Špehari – 6
- Umol – 37
- Varoš Bosiljevska – 39
- Vodena Draga – 46
- Vrhova Gorica – 14
- Žubrinci – 26

### Nacionalni sastav, 2001.
- Hrvati – 1435 (96,57)
- Slovenci – 31 (2,09)
- Bošnjaci – 4
- Srbi – 4
- Albanci – 2
- ostali – 3
- neopredijeljeni – 4
- nepoznato – 3

### Bosiljevo (naseljeno mjesto)
- 2001. – 67
- 1991. – 114 (Hrvati – 100, Jugoslaveni – 1, ostali – 13)
- 1981. – 79 (Hrvati – 77, Jugoslaveni – 1, ostali – 1)
- 1971. – 77 (Hrvati – 71, Srbi – 2, Jugoslaveni – 1, ostali – 3)

## Povijest
U blizini Bosiljeva nalazi se ostatci srednjovjekovnog frankopanskog grada Bosiljeva.

## Poznate osobe
- Fran Krsto Frankopan

## Spomenici i znamenitosti
- Stari grad Bosiljevo, zaštićeno kulturno dobro
- Crkva sv. Mavra Opata u Bosiljevu, zaštićeno kulturno dobro
- Crkva Uznesenja Blažene Djevice Marije u Orišju, zaštićeno kulturno dobro
- Crkva sv. Barbare u Pribanjcima, zaštićeno kulturno dobro
- Kapela sv. Ivana Krstitelja u Umolu, zaštićeno kulturno dobro
- Crkva sv. Mateja u Johima, zaštićeno kulturno dobro

## Kultura
Društvo KUD ˝Frankopan˝ Bosiljevo osnovano je 2000.godine i kroz društvo do današnjeg dana prošlo je mnogo članova, od školske djece do mladeži i članova srednje dobi. KUD ima i mlađu skupinu koja su jako aktivna i ponosni smo na njih. Pjevamo izvorne stare pjesme i plešemo plesove iz svoga kraja tj. Općine Bosiljevo.  Tako da imamo raznolikost melodija, riječi i običaja. Nastupamo u našoj domovini RH i ostalim zemljama Europe. KUD također svake godine organizira ˝Kestenijadu˝ zajedno s ostalim udrugama Općine Bosiljevo.

## Vanjske poveznice
- Službene stranice Općine Bosiljevo